# KM Racing

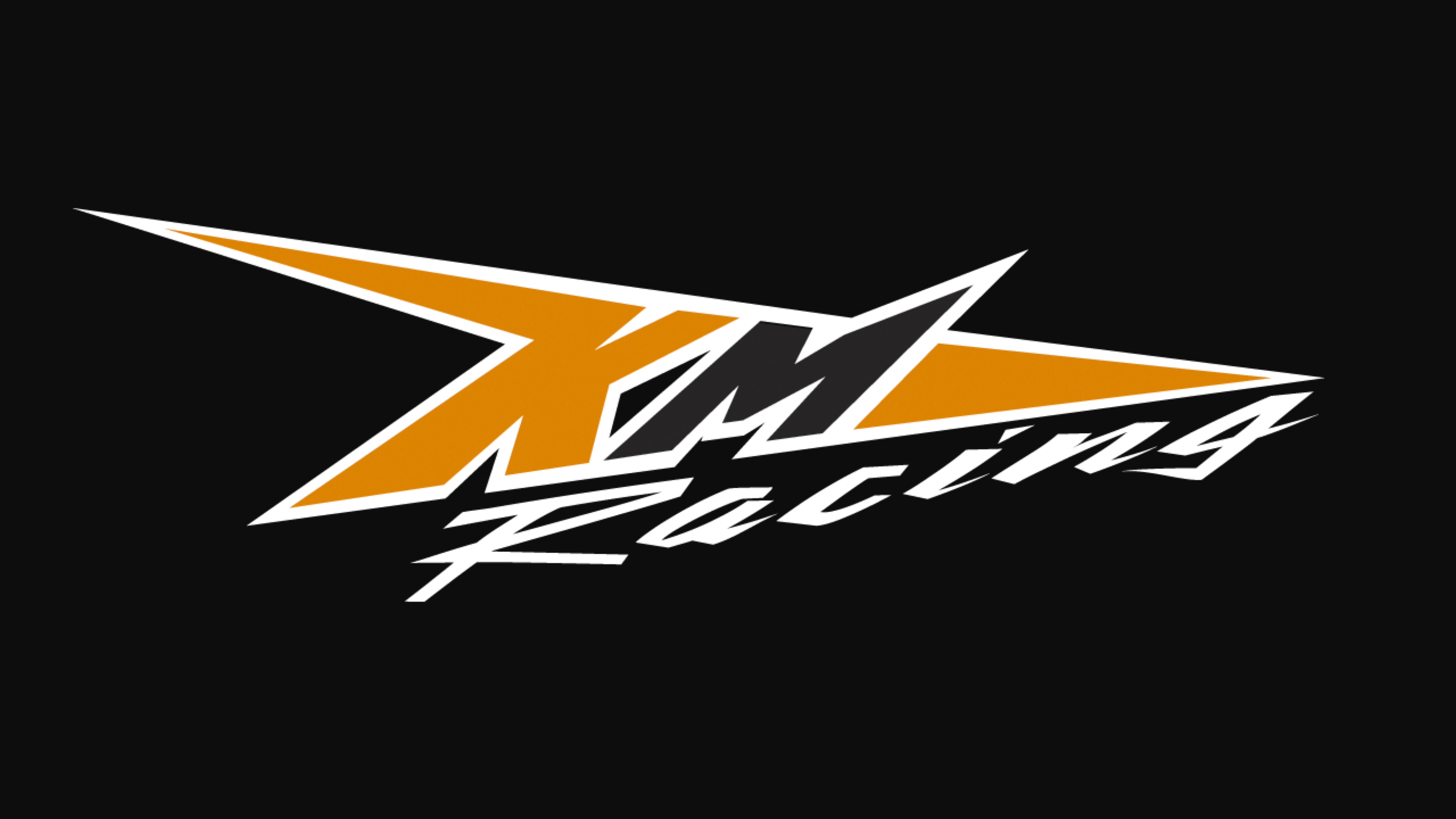
KM Racing Team

 Tým KM Racing vznikl v roce 2008 spojením kamionového Teamu Martina Macíka a motocyklového týmu Pavla Kubíčka. Zatímco Martin Macík se aktivně v roli pilota kamionu Liaz účastnil Rallye Dakar už od roku 2003, společná účast pod jednotnou hlavičkou KM Racingu je spojena s existencí jihoamerických ročníků Rallye Dakar od roku 2009. Během čtyř jihoamerických klání tým nasadil soutěžní kamiony Liaz s piloty Martinem Macíkem, Ladislavem Fajtlem, Vlastimilem Vildmanem a Jaroslavem Valtrem, motocyklisty Davida Pabišku, Dušana Randýska a Ivana Jakeše a quadisty Josefa Macháčka a Martina Plechatého.
 
KM Racing je nejúspěšnějším českým týmem ze všech dosavadních jihoamerických ročníků Rallye Dakar, když v roce 2009 dosáhl vítězství v kategorii quadů (své celkově páté) Josef Macháček (poslední neargentinský vítěz této kategorie) a v roce 2010 dosáhl Martin Macík 4. místa, nejlepšího českého výsledku v kategorii kamionů, který dodnes nebyl překonán.
Při Rallye Dakar 2013 KM Racing nasadil soutěžní motocykl Yamaha (David Pabiška), dva soutěžními kamiony (Jaroslav Valtr a Vlastimil Vildman), dva asistenční kamiony (MAN 6×6 a Liaz 4×4), asistenční automobil (Toyota Hilux) a press carem (Toyota Hilux). Vozový park závodních speciálů, které má tým k dispozici, však zahrnuje také osobní vůz Jeep CJ7 pro menší závody typu baja, quady z dílny pětinásobného dakarského vítěze Josefa Macháčka nebo další motocykly Yamaha v úpravě pro dálkové maratóny i enduro.

## Tým
- Martin Macík (spolumajitel a zakladatel týmu) – MAN 6×6 Asistence
- Martin Pabiška (spolumajitel a manažer týmu) – Toyota Hilux Asistence
- Pavel Kubíček (spolumajitel a zakladatel týmu)

### Piloti
- Jaroslav Valtr (CZE) – LIAZ Race 1
- Vlastimil Vildman (CZE) – LIAZ Race 2
- David Pabiška (CZE) – Yamaha WR 450F Dakar Kit
- Josef Macháček (CZE) – Buggy

### Navigátoři
- Josef Kalina (CZE) – LIAZ Race 1
- Martin Macík ml. (CZE) – LIAZ Race 2

### Mechanici
- Jakub First (CZE) – LIAZ Race 1
- Michal Mrkva (CZE) – LIAZ Race 2
- Jiří Čáp (CZE) – LIAZ 4X4 Asistence
- Jiří Čáp ml. (CZE) – LIAZ 4X4 Asistence
- Petr Čedík (CZE) – LIAZ 4X4 Asistence
- Petr Mandovec (CZE) – LIAZ 4X4 Asistence
- Milan Vyskočil (CZE) – LIAZ 4X4 Asistence
- Martin Malát (CZE) – Toyota Hilux Asistence

### Dokumentaristé
- Petr Lusk (CZE) – fotograf – Toyota Hilux novinář
- Zdeněk Sopůšek (CZE) – kamera – Toyota Hilux novinář
- Milan Novotný (CZE) – texty
- Jiří Vintr (CZE) – texty

## Vozidla

### Závodní technika

#### LIAZ Race 1
Současný model Liazu je výsledkem desetiletého vývoje týmu kolem Martina Macíka. Tým disponuje dvěma takřka identickými speciály, které se liší zejména počtem turbodmychadel. Liaz Race Truck 1 pilotoval na Dakaru 2013 Jaroslav Valtr a jeho motor je přeplňován jedním turbem. Vůz byl prvotně postaven v roce 2011 a při jeho konstrukci byly použity některé komponenty z kamionu, s nímž Martin Macík a Vlastimil Vildman startovali v letech 2009–2011. Zejména však dostal nový podvozkový rám s tužší charakteristikou a integrovanými tažnými oky. Na voze jsou použity jiné listové pružiny s odlišným pružícím účinkem a jako novinka byly použity tlumiče slovenské firmy FRT.
Další zásadní novinkou, ovlivňující jízdní vlastnosti, je použití jiných torzních stabilizátorů, uložených nad rámem, se svislými rameny na jedné straně a s teleskopickým tlumením FRT na straně druhé.  Veškeré příslušenství podvozku bylo zcela přeskupeno a uloženo s cílem dosáhnout optimálního rozložení hmotnosti – palivová nádrž je uložena podélně po směru jízdy, změněna byla také poloha vzduchojemů.
Zvenčí vůz upoutá zcela novou nástavbou, která drží na přední konstrukci ochranného oblouku a zadní nosné konstrukci. Celá střešní část nástavby je svařena z ocelových trubek a potažena plachtou, bočnice jsou naopak z větší části výklopné po celé délce nástavby a jsou vyrobeny z hliníkového plechu. Zcela odlišně pojato je také uložení rezervních kol, která jsou fixována ve svislé poloze v zadní části nástavby a částečně přesahují zadní stěnu. Jejich uložení však zejména usnadňuje vykládku a nakládku kola při opravě defektu, a tím i zkracuje celkovou prodlevu posádky.
Pro Silk Way Rally 2013 je vůz nově vybaven motorem Caterpillar C13 v úpravě Gyrtech extreme Power týmu Buggyra. Agregát se osvědčil na Dakaru 2013 v jiných vozech a je postaven na základě bohatých zkušeností týmu Buggyra z okruhového závodění.
- Motor: Deutz TCD 2015, objem 15 874 cm³, přeplňovaný 1 turbodmychadlem Holset
- Výkon: 611 kW (830 k) / 2200 min-1
- Maximální rychlost: 150 km/h
- Převodové ústrojí: 16stupňová převodovka ZF 16S2720 s manuálním řazením
- Průměrná spotřeba: 50 l/ 100 km
- Objem palivové nádrže: 900 l
- Pohotovostní hmotnost: 9 000 kg
- Podvozek: žebřinový rám, tuhé nápravy Rába zavěšené na listových pružinách Weweler a podélně ustavené vlečnými rameny

Pro Silk Way 2013:
- Motor: Caterpillar C13 – Gyrtech Extreme Diesel Power
- Výkon: 713 kW (970 k)
- Točivý moment: 4000 Nm

#### LIAZ Race 2
Současný poslední model Liazu je výsledkem desetiletého vývoje týmu kolem Martina Macíka. Tým disponuje dvěma takřka identickými speciály, které se liší zejména počtem turbodmychadel. Liaz Race Truck 2 pilotoval na Dakaru 2013 Vlastimil Vildman a před ním Józef Cabala. Vůz byl prvotně postaven v první polovině roku 2011 před ruskou Silk Way Rally jako zcela nový exemplář. Vůz už nesl nový podvozkový rám s tužší charakteristikou a integrovanými tažnými oky. Jsou na něm použity jiné listové pružiny s odlišným pružícím účinkem a jako novinka byly instalovány tlumiče slovenské firmy FRT.
Další zásadní novinkou, ovlivňující jízdní vlastnosti, je použití nových torzních stabilizátorů, uložených nad rámem, se svislými rameny na jedné straně a s teleskopickým tlumením FRT na straně druhé.  Veškeré příslušenství podvozku bylo zcela přeskupeno a uloženo s cílem dosáhnout optimálního rozložení hmotnosti – palivová nádrž je uložena podélně po směru jízdy, změněna byla také poloha vzduchojemů.
Zvenčí vůz upoutá zcela novou nástavbou, která drží na přední konstrukci ochranného oblouku a zadní nosné konstrukci. Celá střešní část nástavby je svařena z ocelových trubek a potažena plachtou, bočnice jsou naopak z větší části výklopné po celé délce nástavby a jsou vyrobeny z hliníkového plechu. Zcela odlišně pojato je také uložení rezervních kol, která jsou fixována ve svislé poloze v zadní části nástavby a částečně přesahují zadní stěnu. Jejich uložení však zejména usnadňuje vykládku a nakládku kola při opravě defektu, a tím i zkracuje celkovou prodlevu posádky.
- Motor: Deutz TCD 2015, objem 15 874 cm³, přeplňovaný 2 turbodmychadly KKK Garrett
- Výkon: 622 kW (845 k) / 2200 min-1
- Maximální rychlost: 150 km/h
- Převodové ústrojí: 16stupňová převodovka ZF 16S2720 s manuálním řazením
- Průměrná spotřeba: 57 l/ 100 km
- Objem palivové nádrže: 900 l
- Pohotovostní hmotnost: 9 000 kg
- Podvozek: žebřinový rám, tuhé nápravy Rába zavěšené na listových pružinách Weweler a podélně ustavené vlečnými rameny

#### Jeep CJ7 Legend
Legend spadá do kategorie T1. Jedná se o pokračující konstrukci prvního závodního Jeepa z roku 1996. Legend je čtvrtá generace tohoto automobilu. S tímto vozem v roce 2012 jezdil Jarda Valtr a je připraven jako tréninkové auto pro závody typu Baja a Cross Country. V roce 2013 se s ním Jarda Valtr a Josef Kalina zúčastnili soutěže Baja Italia, kde skončili na 29. místě.
Legend má celoplastovou karosérii z kevlaru, zavěšenou na kovové kostře s čelní stěnou pedálů a umístěnou na podvozkovém rámu Nissan Patrol. Šestiválcový motor Audi je řízen jednotkou Magnetti Marelli a ve spojení s českou sekvenční převodovkou s pevnými nápravami uděluje Legendu maximální rychlost 163 km/h.
Dvě náhradní kola jsou umístěny napříč pod chladiči motoru a oleje v převodovce nad zadním nárazníkem. Mezi náhradními koly je umístěn box s nářadím a náhradními díly. Bezpečnostní nádrž velikosti 130 litrů dovoluje dojezd v závodě 280 km. Rozložení hmotnosti je 50/50 včetně posádky.
- Motor: Audi, 3 000 cm³
- Nejvyšší výkon: 225 kW (305 k)/3500 min-1
- Maximální rychlost: 163 km/h
- Objem palivové nádrže: 130 l
- Hmotnost: 2150 kg

#### Quad KTM
Tým disponuje čtyřkolkou KTM rakouského výrobce. Čtyřkolka je určena k závodům cross country a Baja. Jednoválec KTM z poslední zakázané motorky pro dakar umožňuje lehkému stroji konkurovat ve zrychlení a maximálce. Plasty, nádrž a blatníky jsou sériové produkce.
- Motor: KTM 690 cm³
- Maximální rychlost: 139 km/h
- Objem palivové nádrže: 22 l
- Váha: 210 kg

#### Quad Yamaha
Tým disponuje čtyřkolkou Yamaha TDM 900 z produkce pětinásobného vítěze dakarské soutěže v této kategorii, Josefa Macháčka. Prodloužený rám a výkonný motor zaručuje tomuto vítěznému stroji směrovou stabilitu i při vysokých rychlostech. Blatníky a přední maska pochází ze stroje Yamaha Raptor a nádrže jsou vlastní výroby.
- Motor: Yamaha TDM 900 cm³
- Maximální rychlost: 147 km/h
- Průměrná spotřeba: 12 l / 100 km
- Objem palivové nádrže: 45 l
- Váha: 280 kg

#### Moto Yamaha
Tým disponuje 4. motorkami Yamaha 450WR. Sériová motorka je osazena kitem pro dálkové soutěže s přídavnými nádržemi od španělského výrobce JVO. Sériový jednoválcový motor je upraven pro větší výdrž jinými ložisky a vačkou. Přední vidlice Marzzochi, tlumič řízeni a zadní pérování HP Sporting. Pneumatiky Michelin Desert, tlumivka akrapovič a navigační přístroje pro dálkové soutěže.
- Motor: Yamaha WR 450 ccm
- Maximální rychlost: 165 km/h
- Průměrná spotřeba: 9 l / 100 km
- Objem palivové nádrže: 34 l
- Váha: 205 kg

### Asistenční technika

#### MAN 6×6

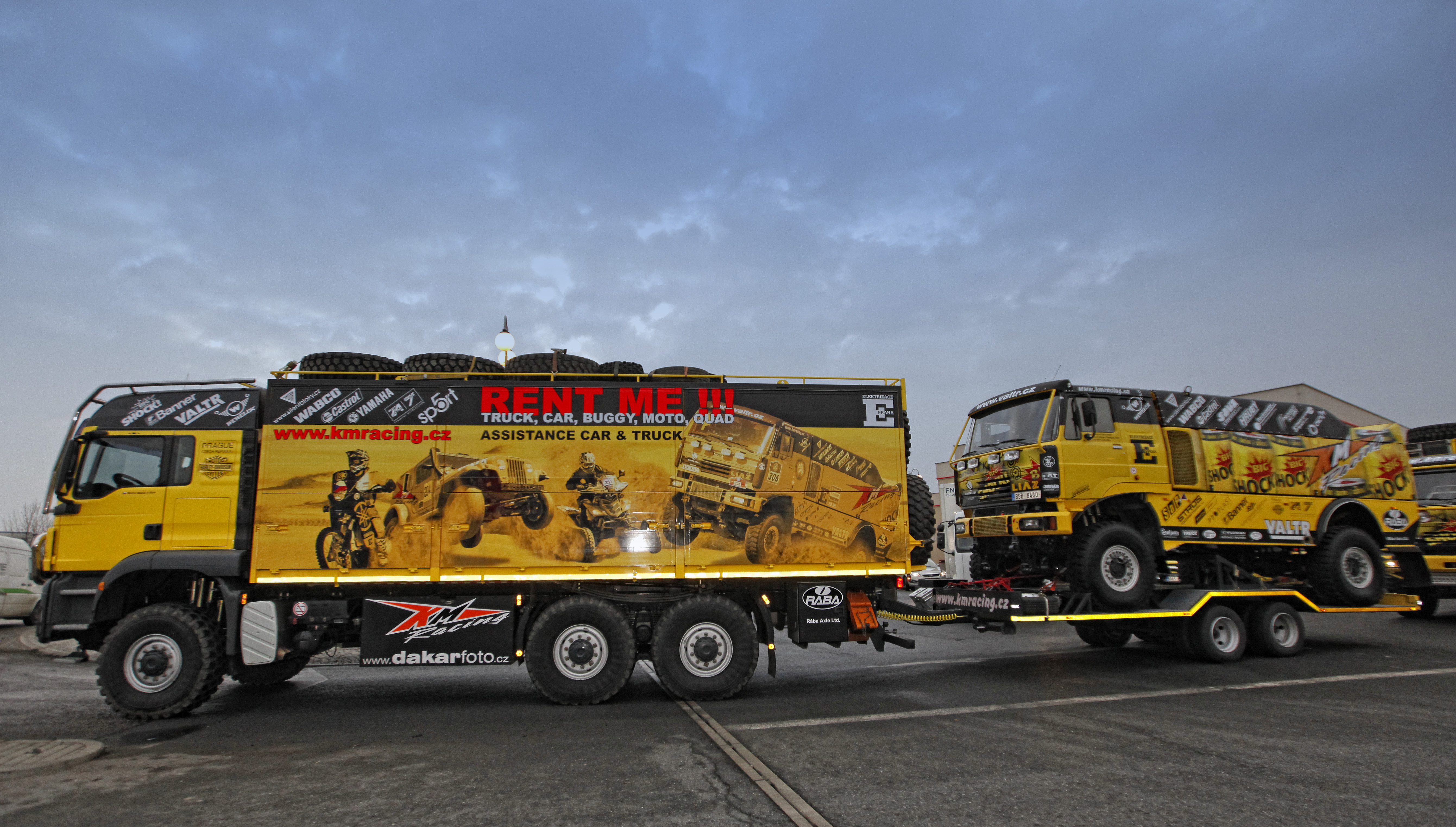
MAN 6×6 asistence

KM Racing disponuje kamionem MAN od roku 2011. Vůz byl výrobcem homologován od prvopočátku jako asistenční vůz pro dálkové soutěže a jeho celková charakteristika je tomuto účelu přizpůsobena, například ve formě masivního bezpečnostního rámu kabiny zevnitř i zvnějšku. Vůz je poháněn zcela sériovým hnacím ústrojím a má pohon všech kol. Hlavní součástí vozu je ovšem nástavba s připraveným prostorem pro uložení těžšího nákladu, strukturou pro uložení beden s náhradními díly i menším pracovním ponkem, ale také elektrocentrálou nebo svářecím agregátem.
 
Další úložné boxy jsou zavěšeny pod nástavbou po bocích vozu. Na střeše nástavby je tzv. "zahrádka", tedy plošina, která obvykle nese rezervní pneumatiky pro závodní kamiony, tři rezervní pláště se vejdou i do konstrukce na zadní stěně nástavby. Vůz za sebou při spojovacích etapách táhne podvalníkový přívěs pro přepravu závodního kamionu, ať už pro případ transportu techniky do přístavu nebo pro naložení vozu, který už v soutěži nepokračuje.
U KM Racingu je MAN "šéfovské" vozidlo a při závodech ho pilotuje Martin Macík.
- Motor: MAN D2620, objem 13 000 cm³, přeplňovaný 1 turbodmychadlem
- Výkon: 353 kW (480 k)
- Maximální rychlost: 125 km/h
- Průměrná spotřeba: 43 l / 100 km
- Hmotnost: 26 000 kg

#### LIAZ 4×4
Do pořízení velkého MANu byl hlavním asistenčním vozidlem KM Racingu právě tento Liaz, který si toho za deset let už odpracoval spoustu. Vůz byl postaven v roce 2003 v Mnichově Hradišti jako vůbec poslední kamion Liaz vůbec, poté se už definitivně uzavřela 50letá historie této značky.
Automobil vychází z tradiční dakarské konstrukce, díky nimž se dobře pohyboval i po nezpevněném povrchu v dobách, kdy se Dakar ještě jezdil v Africe. Je zajímavé, že o pohon se stará liazácký motor M1.2, s nímž Martin Macík v letech 2006–2007 závodil, takže i když jde o asistenční auto, rozhodně to není žádný louda. To hlavní je však skrývá servisní nástavba s prostorem pro uložení těžších i lehčích náhradních dílů všeho druhu i tradiční "zahrádkou" na střeše pro uložení rezervních pneumatik.
Při závodech, jako je Rallye Dakar, pilotuje asistenční Liaz zpravidla Jiří Čáp nebo Ladislav Fajtl.
- Motor: Liaz M1.2, objem 11 946 cm³, přeplňovaný 1 turbodmychadlem
- Výkon: 405 kW(550 HP)
- Maximální rychlost: 138 km/h
- Průměrná spotřeba: 30 l/100 km
- Váha: 18 000 kg

#### Toyota Hilux
KM Racing disponuje dvěma vozy Toyota Hilux, v průběhu Rallye Dakar je jeden standardně využíván jako mechanický vůz a jeden jako press car. Oba vozy jsou vybaveny silnějším třílitrovým turbodieselem (proti původnímu motoru o objemu 2,5 litru) a vnitřním ochranným rámem, vyššími a zesílenými pružinami a odlišným tlumením.
Vůz pro mechaniky je zpravidla prvním v konvoji asistencí, které míří do dalšího bivaku. Má čtyřmístnou a čtyřdveřovou kabinu a na korbě konstrukci pro uložení beden s náhradními díly pro motocyklisty, ale také rozkládací stan pro mechaniky, stany pro posádky a podobně.
Press car má korbu zakrytou skříňovou nástavbou s uzamykatelnými zadními dveřmi, jinak se od asistenčního vozu neliší. Díky tomu, že splňuje předpisy FIA pro cross country, zejména však existencí vnitřního ochranného rámu, má povolen provoz po trati speciálních zkoušek, kam smí vyjet nejpozději hodinu před startem prvního motocyklu. V dnešní Rallye Dakar, která se v Jižní Americe přesouvá po silnicích, smí být press carem vlastně jakékoli vozidlo,a le pouze auto, které splňuje bezpečnostní předpisy FIA, smí na rychlostní zkoušku. Je to jedna z velkých výhod KM Racingu a fotografa Petra Luska, který vůz většinou při závodech také pilotuje.
- Motor: Toyota, 3 000 ccm
- Výkon: 130 kW (180 k)
- Maximální rychlost: 180 km/h
- Průměrná spotřeba: 13 l / 100 km
- Objem palivové nádrže: 140 l
- Váha: 2800 kg

## Historie

### Sezóna 2010 – Současnost

#### Dakar 2013
Kategorie Kamion
- 18. místo – Vlastimil Vildman, Martin Macík, Jan Bervic
- nedojel – Jaroslav Valtr, Josef Kalina, Jakub First

Kategorie Motocykl
- 39. místo – David "Bojka" Pabiška

#### Dakar 2012
Kategorie Kamion

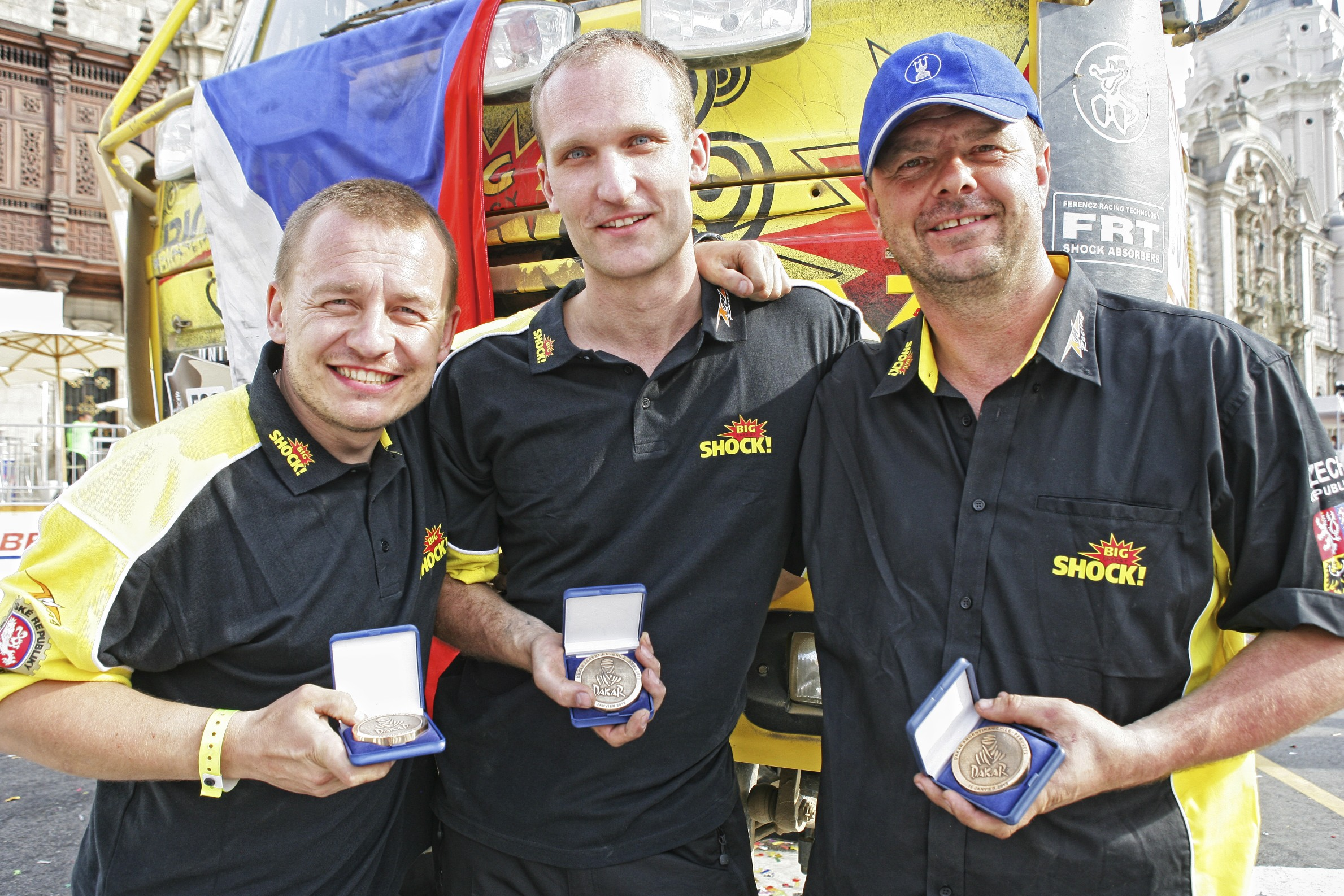
Dakar 2012 – 12. místo

- 12. místo – Jaroslav Valtr, David Pabiška, Jan Bervic
- nedojel – Josef Cabala, Josef Kalina, Jakub First

#### Silk Way 2011
Kategorie Kamion
- 13. místo – Jaroslav Valtr, Martin Macík ml., Martin Macík
- 17. místo – Josef Cabala, Josef Kalina, Jan Bervic

#### Dakar 2011
Kategorie Kamion
- 14. místo – Vlastimil Vildman, Ladislav Fajtl, Jan Bervic

Kategorie Quad
- 3. místo – Lukasz Laskawiec

Kategorie Motocykl
- 31. místo – David Pabiška

#### Dakar 2010
Kategorie Kamion

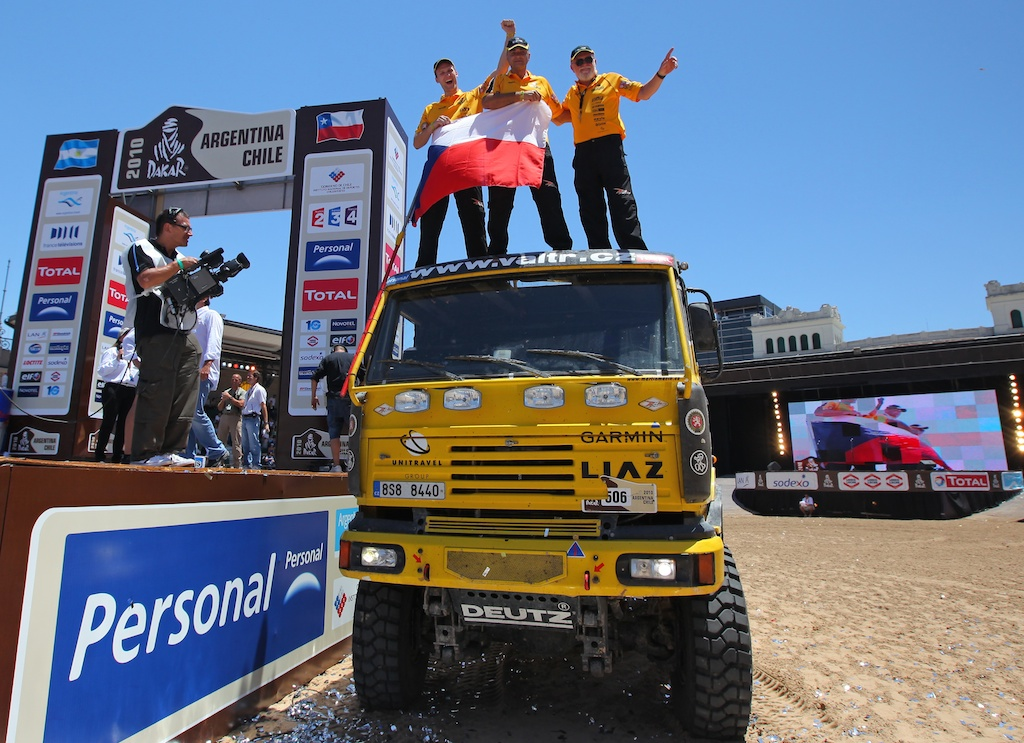
Dakar 2010 – 4. místo

- 4. místo – Martin Macík, Josef Kalina, Jan Bervic – stále nejlepší český úspěch na Rally Dakar v Jižní Americe

Kategorie Motocykl
- 31. místo – David Pabiška

### Sezóna 2003 – 2009

#### Silk Way 2009
Kategorie Kamion
- 7. místo – Martin Macík, Martin Macík ml., Josef Kalina

#### Dakar 2009
Kategorie Quad
- 1. místo – Josef Macháček

Kategorie Motocykl
- 65. místo – David Pabiška

#### Dakar 2008
- ZÁVOD ZRUŠEN

#### Dakar 2007
Kategorie Kamion
- odstup posádky – Martin Macík, Josef Kalina

#### Dakar 2006
Kategorie Kamion
- 11. místo – Martin Macík, Ladislav Fajtl

#### Dakar 2005
Kategorie Kamion
- odstup posádky – Martin Macík, Ladislav Fajtl, Marek Spáčil

#### Dakar 2004
Kategorie Kamion
- odstup posádky – Martin Macík, Jiří Žák, Ladislav Fajtl

#### Dakar 2003
Kategorie Kamion
- 12. místo – Martin Macík, Jiří Žák, Ladislav Fajtl